# René Michlovský
René Michlovský (* 17. listopadu 1927 Fryšava) je bývalý český fotbalový brankář a vynálezce. V Archivu bezpečnostních složek České republiky je veden jako agent Státní bezpečnosti pod krycím jménem „Doris“.

## Hráčská kariéra
V československé lize hrál za Spartak ZJŠ Brno. Odchytal jedno celé prvoligové utkání proti Spartaku LZ Plzeň, které se hrálo v neděli 5. května 1963 na stadionu Za Lužánkami a domácí je vyhráli 4:1. V nižších soutěžích hrál také za Kuřim.

### Ligová bilance
| Ročník           | Zápasy | Góly | Minuty | Nuly | Klub             |
| ---------------- | ------ | ---- | ------ | ---- | ---------------- |
| II. liga 1960/61 | –      | 0    | –      | –    | Spartak ZJŠ Brno |
| II. liga 1961/62 | –      | 0    | –      | –    | Spartak ZJŠ Brno |
| I. liga 1962/63  | 1      | 0    | 90     | 0    | Spartak ZJŠ Brno |
| CELKEM I. LIGA   | 1      | 0    | 90     | 0    |                  |